# Cynoglossus zanzibarensis
Cynoglossus zanzibarensis är en fiskart som beskrevs av Norman, 1939. Cynoglossus zanzibarensis ingår i släktet Cynoglossus och familjen Cynoglossidae. Inga underarter finns listade i Catalogue of Life.